# Imrabten
Imrabten  (in arabo امرابطن‎?) è un centro abitato e comune rurale del Marocco situato nella provincia di Al-Hoseyma, regione di Tangeri-Tetouan-Al Hoceima. Conta una popolazione di 8 715 abitanti (censimento 2014).